# جورج فيرتشايلد
جورج فيرتشايلد (بالإنجليزية: George Fairchild)‏ هو بروفيسور أمريكي، ولد في 6 أكتوبر 1838 في مقاطعة لورين في الولايات المتحدة، وتوفي في 16 مارس 1901 في كولومبوس في الولايات المتحدة.